# 天埜伊左衛門
天埜 伊左衛門（伊左衞門、あまの いざえもん、1854年1月27日（嘉永6年12月29日）- 1930年（昭和5年）8月28日）は、明治から大正期の酒造家、実業家、政治家。衆議院議員、愛知県知多郡亀崎町長。

## 経歴
尾張国知多郡乙川村（愛知県知多郡乙川村、亀崎町を経て現半田市亀崎町）で、先代・天埜伊左衛門の長男として生まれた。1869年（明治2年6月）家督を相続した。酒造業を営む。私塾を設け郷土の子弟の教育に尽くした。
乙川村戸長となる。1884年（明治17年）愛知県会議員に選出され1892年（明治25年）まで在任。1889年（明治22年）亀崎町長に就任。所得税調査委員、亀崎教育会長も務めた。
1892年（明治25年）2月、第2回衆議院議員総選挙（愛知県第7区）で初当選し、その後、第4回総選挙まで再選され、衆議院議員に連続3期在任した。
実業界では、知多郡商業会議所会頭、愛知県連合酒造組合会頭、亀崎銀行頭取、日本安全油取締役、東洋汽船重役などを務めた。

## 国政選挙歴
- 第1回衆議院議員総選挙（愛知県第7区、1890年7月、無所属）次点落選[5]
- 第2回衆議院議員総選挙（愛知県第7区、1892年2月、中央交渉会）当選[5]
- 第3回衆議院議員総選挙（愛知県第7区、1894年3月、立憲革新党）当選[5]
- 第4回衆議院議員総選挙（愛知県第7区、1894年9月、立憲革新党）当選[6]
- 第5回衆議院議員総選挙（愛知県第7区、1898年3月、進歩党）次点落選[6]
- 第6回衆議院議員総選挙（愛知県第7区、1898年8月、憲政本党）次点落選[6]
- 第7回衆議院議員総選挙（愛知県郡部、1902年8月、憲政本党）落選[7]